# Leucocharis porphyrocheila
Leucocharis porphyrocheila foi uma espécie de gastrópodes da família Orthalicidae.
Foi endémica da Nova Caledónia.